# Condor sail curve
Condor sail curve is het debuutalbum van Tone Ghost Ether. Het album is opgenomen in Potomac Falls in 2001, het stichtingsjaar van de band. De muziek bestaat uit lange improvisaties. De muziek bestaat uit naar ambient neigende jazzrock en/of progressieve rock. Het kan gezien worden als een verlengstuk van de soloalbums van Kit Watkins.

## Musici
- Kit Watkins – toetsinstrumenten
- Brad Allen - gitaar
- John Tlusty - elektronica

## Muziek
| Nr. | Titel                          | Duur  |
| --- | ------------------------------ | ----- |
| 1.  | Gamelan moon landing (ambient) | 8:30  |
| 2.  | Surrender the one              | 8:31  |
| 3.  | Blue smoke screen              | 3:06  |
| 4.  | Red light feeling              | 8:43  |
| 5.  | Slow motion sunrise            | 12:05 |
| 6.  | Condor sail curve              | 17:14 |